# Ceryx intermissa
Ceryx intermissa là một loài bướm đêm thuộc phân họ Arctiinae, họ Erebidae.